# Авиационные происшествия Аэрофлота 1958 года

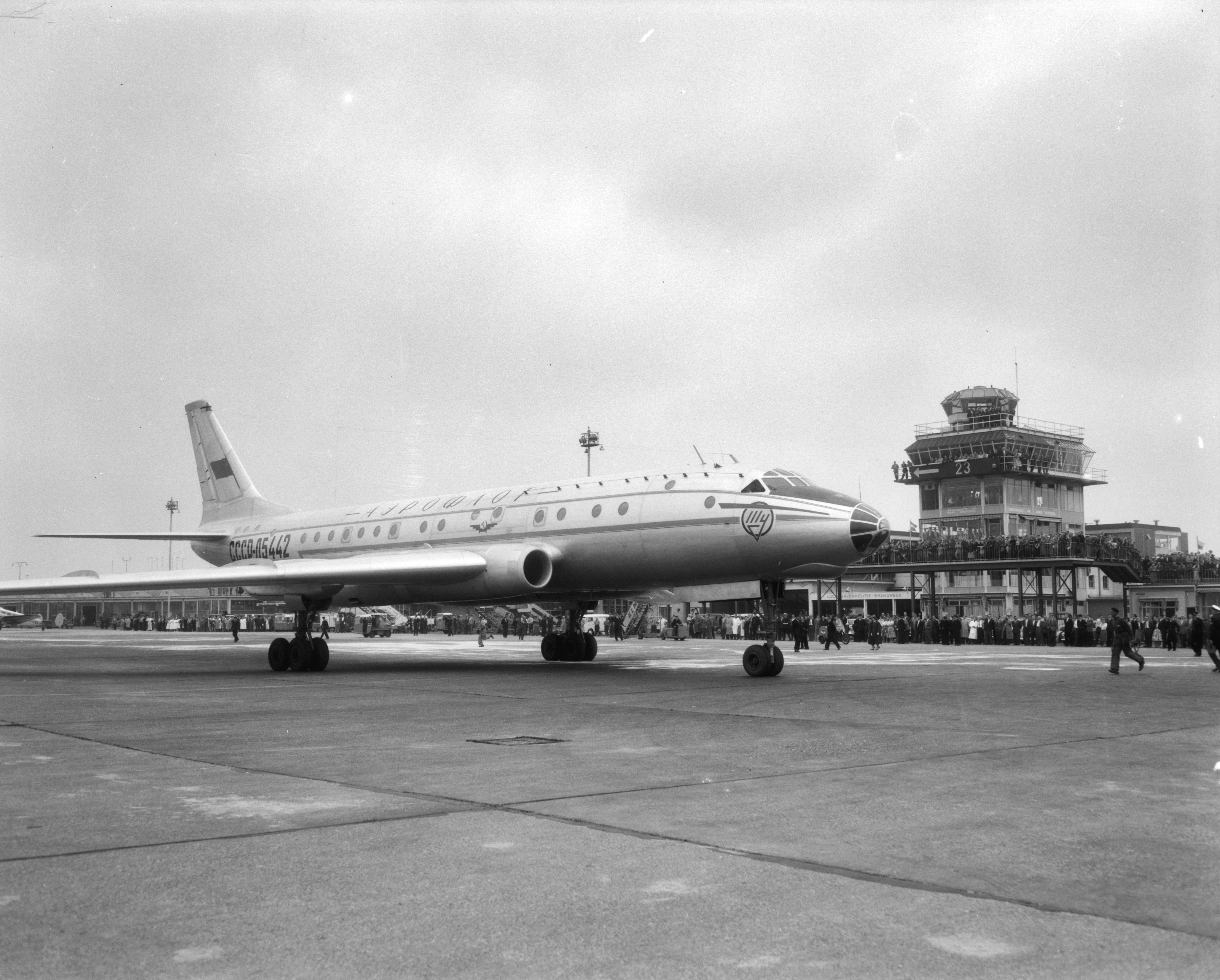
Ту-104А борт Л5442 предприятия «Аэрофлот», разбившийся 15 августа 1958 года

Авиационные происшествия и инциденты, включая угоны, произошедшие с воздушными судами Главного управления гражданского воздушного флота при Совете министров СССР («Аэрофлот») в 1958 году.
В этом году крупнейшая катастрофа с воздушными судами предприятия «Аэрофлот» произошла 17 октября в Вурнарском районе Чувашской АССР, когда самолёт Ту-104А на высоте 10 км попал в аэродинамический подхват, поднявшись при этом до 13 км, после чего вышел из-под контроля и свалившись в штопор через несколько минут врезался в землю близ Канаша, при этом погибли 80 человек (подробнее…).

## Список
Отмечены происшествия и инциденты, когда воздушное судно было восстановлено.
| Дата                  | Место                                                                     | ВС      | Бортовой номер   | Управление           | Жертв | Описание | И      |
| --------------------- | ------------------------------------------------------------------------- | ------- | ---------------- | -------------------- | ----- | --- | ------ |
| 13 января 1958 года   | Сааремаа, близ Кингисеппа                                                 | Ли-2    | Л4373            | Эстонская ОАГ        | 0/21+ | Посадка на местности за пределами аэродрома из-за ошибок экипажа | [ 1 ]  |
| 19 января 1958 года   | Ашхабадская область, 2,5 км от Серного Завода                             | Ли-2    | Л4343            | Туркменское          | 0/?   | Вынужденная посадка в пустыне из-за остановки двигателей (истощение топлива) при заходе на посадку | [ 2 ]  |
| 21 января 1958 года   | Туруханский район, река Енисей, 32 км Ю Курейки                           | Як-12   | Л5830            | Красноярское         | 1/1   | Упал на лёд реки из-за дезориентации пилота в снегопаде | [ 3 ]  |
| 10 февраля 1958 года  | Ростовская область, совхоз «Манычский»                                    | Ан-2    | н.д.             | Северо-Кавказское    | 0/4   | При посадке на местности в условиях тумана врезался в жилой дом | [ 4 ]  |
| 12 февраля 1958 года  | Жуляны, Киев                                                              | Ил-12П  | Л1719            | Украинское           | 0/6   | Столкновение с деревьями при заходе на посадку; экипаж был сильно уставшим | [ 5 ]  |
| 14 февраля 1958 года  | Новосибирск                                                               | Ил-14М  | Л1887            | Восточно-Сибирское   | 0/19+ | Столкновение с землёй до ВПП пи заходе на посадку | [ 6 ]  |
| 17 февраля 1958 года  | Усть-Уйский район, 8—10 км СВ Ново-Кочердыка                              | Як-12   | Л1055            | Уральская ОАГ        | 4/4   | При развороте со снижением в СМУ из-за ошибок в пилотировании врезался в землю | [ 7 ]  |
| 19 февраля 1958 года  | Кулебакский район, 1,5 км от Саваслейки                                   | Ту-104  | Л5414            | Новосибирский ЛУТЦ   | 0/6   | Вынужденная посадка до ВПП после остановки двигателей при заходе на посадку из-за истощения топлива; самолёт восстановили, но отправили на ВДНХ в качестве экспоната (подробнее…)                                                        | [ 8 ]  |
| 14 марта 1958 года    | Кучинтундра, 75 км З Мурманска                                            | Ан-2    | н.д.             | Северное             | 5/7   | Столкновение с горой после уклонения с маршрута и снижения под безопасную высоту | [ 9 ]  |
| 28 марта 1958 года    | Рига                                                                      | Ли-2    | Л4198            | Латвийский ОАО       | 0/?   | При заходе на посадку в условиях дождя опустился под глиссаду и врезался в берег реки. По другим источникам, происшествие случилось в 1951 году                                                                                          | [ 10 ] |
| апрель 1958 года      | Тбилиси                                                                   | Avia 14 | Л1612            | Грузинское           | 0/?   | Вынужденная посадка после пожара в левом отсеке шасси во время тренировочного полёта | [ 11 ] |
| 16 апреля 1958 года   | близ Сталинабада                                                          | Як-12М  | К711             | Таджикская ОАГ       | 4/4   | Столкновение с горой при заходе на посадку из-за уклонения от трассы | [ 12 ] |
| 16 апреля 1958 года   | н.д.                                                                      | Ми-1Т   | 20292            | Казахское            | 0/1   | После посадки в горах сполз по склону и упал в пропасть; пилот успел перед этим выбраться из вертолёта | [ 13 ] |
| 23 апреля 1958 года   | Алма-Атинская область, Заилийский Алатау                                  | Як-12   | н.д.             | Казахское            | 4/4   | Столкновение с горой после уклонения с маршрута | [ 14 ] |
| 2 мая 1958 года       | 60 км от Игарки                                                           | Ан-2Т   | Н588             | Полярной Авиации     | 3/3   | Подробности неизвестны | [ 15 ] |
| 24 мая 1958 года      | н.д.                                                                      | Як-12   | н.д.             | Латвийская ОАГ       | 1/1   | При авиационно-химических работах из-за ошибок в пилотировании потерял скорость и врезался в землю | [ 16 ] |
| 28 мая 1958 года      | озеро Фигурное, оазис Бангера                                             | Ан-2Т   | Н542             | Полярной авиации     | 0/0   | Бураном был сорван с креплений и разбит о торосы | [ 17 ] |
| 3 июня 1958 года      | Восточно-Казахстанская область (вероятно)                                 | Ми-1    | Л0209 (вероятно) | Казахское            | 1/4   | При посадке на берегу реки врезался в землю и опрокинулся | [ 18 ] |
| 4 июня 1958 года      | Злынка, Кировоградская область                                            | По-2    | н.д.             | Украинское           | 1/2   | После взлёта перешёл в сваливание и упал на землю из-за ошибок пьяного пилота | [ 19 ] |
| 5 июня 1958 года      | Комсомольское, Краснокутский район                                        | Ли-2    | Л4662            | Краснокутское ЛУ ГВФ | 0/4+  | В учебном полёте из-за ошибок экипажа отказал левый двигатель; при уходе на второй круг из-за ошибок в пилотировании самолёт врезался в линию связи                                                                                      | [ 20 ] |
| 9 июня 1958 года      | 16,5 км Ю Магадана-13                                                     | Ил-12П  | Л1364            | Дальневосточное      | 24/24 | Столкновение с сопкой при заходе на посадку из-за отклонения от схемы (подробнее…) | [ 21 ] |
| 12 июня 1958 года     | н.д.                                                                      | Ка-15М  | Л0365            | МАГ СПиВС            | 0/?   | В учебном полёте упал при заходе на посадку после отделения лопасти винта | [ 22 ] |
| 15 июня 1958 года     | река Ния, СЗ Казачинского                                                 | Ми-1У   | Л0244 (вероятно) | Восточно-Сибирское   | 0/1+  | При заходе на посадку на неподходящую площадку врезался несущим винтом в дерево и упал в реку | [ 23 ] |
| 22 июня 1958 года     | Тунгиро-Олёкминский район, 55 км С Могочи                                 | Ми-1Т   | Л0242            | Восточно-Сибирское   | 0/2   | При зависании над неподходящей площадкой на предельной малой высоте зацепил кочку и опрокинувшись упал на землю | [ 24 ] |
| 26 июня 1958 года     | Кемеровская область                                                       | Ан-2СХ  | Л2620            | Западно-Сибирское    | 0/?   | В ходе авиационно-химических работ остановился двигатель; разрушился при вынужденной посадке на местности | [ 25 ] |
| 26 июня 1958 года     | Тунгиро-Олёкминский район, 55 км С Могочи                                 | Ми-1У   | Т0358            | Восточно-Сибирское   | 0/1   | После посадки у повреждённого ранее борта Л0242 левое колесо просело в мягком грунте, а возникший крен не был устранён; во время взлёта вертолёт опрокинулся на левый борт.                                                              | [ 26 ] |
| 27 июня 1958 года     | район слияния рек Белая Ночь и Поповка, 140 км СВ Сеймчана                | Ан-2Т   | Л5643            | Магаданская ОАГ      | 2/6   | Столкновение с сопкой в ходе геофизической съёмки из-за снижения до малой высоты | [ 27 ] |
| 2 июля 1958 года      | Западные Саледы, Ю Инты                                                   | Ан-2Т   | Л3803            | Сыктывкарская ОАГ    | 4/4   | Столкновение с горой при пролёте горного района в СМУ | [ 28 ] |
| 7 июля 1958 года      | близ Бежецка                                                              | По-2А   |                  | МАГ СПиВС            | 1/1   | В ходе авиационно-химических работ из-за отвлечения пилота вошёл в штопор и врезался в землю | [ 29 ] |
| 23 июля 1958 года     | Челкар                                                                    | Ил-12П  | Л1799            | Узбекское            | 0/18+ | При посадке с попутным ветром на рыхлый грунтовый аэродром сломалась передняя стойка шасси | [ 30 ] |
| 25 июля 1958 года     | Сихотэ-Алинь, 30 км СВ Нанцов                                             | Ми-1    | 20253            | Дальневосточное      | 0/3   | При заходе на посадку в горах потерял высоту и врезавшись в деревья упал на правый борт | [ 31 ] |
| 9 августа 1958 года   | Полтавский район, зерносовхоз «Ольгинский»                                | Ан-2    |                  | Западно-Сибирское    | 0/2   | В ходе авиационно-химических работ из-за ошибок в пилотировании потерял высоту и врезался в землю | [ 32 ] |
| 15 августа 1958 года  | Хабаровский район, 31 км СЗ Талакана (49°48′ с. ш. 132°57′ в. д.)         | Ту-104А | Л5442            | Московское           | 64/64 | При полёте на высоком эшелоне близ грозы попал в аэродинамический подхват и потеряв скорость свалился в штопор (подробнее…) | [ 33 ] |
| 17 августа 1958 года  | Хабаровский край (вероятно)                                               | Ан-2    | н.д.             | Дальневосточное      | 0/?   | Столкновение с сопкой в ходе геофизической съёмки | [ 34 ] |
| 23 августа 1958 года  | Кюрдамирский район, близ Кюрдамира                                        | По-2А   |                  | Азербайджанское      | 1/2   | В ходе авиационно-химических работ при вираже на малой высоте потерял скорость и врезался в землю | [ 35 ] |
| 5 сентября 1958 года  | Йыхви                                                                     | Avia 14 | Л2048            | Эстонская ОАГ        | 1/17  | Попытка угона рейса Ленинград—Таллин одним угонщиком, который затем поджёг самолёт; после вынужденной посадки в Йыхви экипаж и остальные пассажиры успели покинуть горящий авиалайнер, тогда как преступник погиб в пожаре (подробнее…). | [ 36 ] |
| 7 сентября 1958 года  | Мартукский район, 4 км ЮЮВ Константиновки                                 | Avia 14 | Л1692            | Киргизская ОАГ       | 27/27 | После попадания в крыло молнии потерял управление и упал на землю (подробнее…) | [ 37 ] |
| 19 сентября 1958 года | район имени Лазо, 145 км ЮВ Хабаровска (47°34′00″ с. ш. 136°25′30″ в. д.) | Ил-12П  | Л3904            | Магаданская ОАГ      | 28/28 | Отклонился от трассы из-за дезориентации экипажа и ошибок служб УВД; после истощения топлива упал в тайгу (подробнее…). | [ 38 ] |
| 27 сентября 1958 года | н.д.                                                                      | Ка-15   | Л015             | Казахское            | 0/2   | В ходе облёта после ремонта упал на землю из-за схлёстывания и разрушения лопастей несущих винтов вследствие флаттера | [ 39 ] |
| 29 сентября 1958 года | Пенжина, Каменское, Пенжинский район                                      | Ан-2Т   | Л5647            | Дальневосточное      | 1/9   | При заходе на посадку из-за ошибок пьяного пилота врезался в реку | [ 40 ] |
| 29 сентября 1958 года | 24 км С Кутаиси                                                           | Як-12   |                  | Грузинское           | 2/4   | При полёте в СМУ после уклонения с маршрута врезался в гору | [ 41 ] |
| 10 октября 1958 года  | Смышляевка, близ Куйбышева                                                | Ли-2    | 84733            | Приволжское          | 4/5   | При ночном заходе на посадку опустился под глиссаду (вероятно, из-за истощения топлива) и врезался в дома | [ 42 ] |
| 16 октября 1958 года  | Сихотэ-Алинь, близ Сукпая (47°37′40″ с. ш. 137°47′58″ в. д.)              | Ли-2    | 65708            | МАГ СПиВС            | ?/?   | Подробности неизвестны; вероятно, вынужденная посадка из-за пожара левого двигателя | [ 43 ] |
| 17 октября 1958 года  | платформа Апнерка, 27 км З Канаша (55°28′ с. ш. 47°03′ в. д.)             | Ту-104А | 42362            | Московское           | 80/80 | При развороте в условиях турбулентности попал в аэродинамический подхват и потеряв скорость свалился в штопор (подробнее…) | [ 44 ] |
| 27 октября 1958 года  | близ Петрозаводска                                                        | Ан-2В   | 93472            | Северное             | 1/9   | При посадке при сильном волнении отделился один из поплавков шасси, после чего самолёт затонул | [ 45 ] |
| 2 ноября 1958 года    | 1,5 км СЗ Грахова                                                         | Ли-2    | 84624            | Украинское           | 4/4   | Пожар на борту из-за воспламенения груза (азотнокислый цинк); при вынужденной посадке оставшийся груз детонировал, взорвав самолёт. | [ 46 ] |
| 7 ноября 1958 года    | близ Приветного (44°50′ с. ш. 34°36′ в. д.)                               | Avia 14 | 52024            | Азербайджанское      | 12/12 | Столкновение с горой при заходе на посадку из-за уклонения от трассы и снижения под безопасную высоту | [ 47 ] |
| 7 ноября 1958 года    | Ташауз                                                                    | Ил-14М  | Л4834            | Туркменское          | 0/28  | При посадке с перелётом выкатился за пределы ВПП и врезался в ограждение | [ 48 ] |
| 23 ноября 1958 года   | Джалалкудук, Джалалкудукский район                                        | Ан-2Т   | А1255            | Узбекское            | 2/2   | В ходе авиационно-химических работ при полёте на малой высоте в СМУ врезался в землю | [ 49 ] |
| 24 ноября 1958 года   | Анадырь                                                                   | Ан-2Т   | Л5676            | Магаданская ОАГ      | 0/4   | Упал после взлёта из-за нарушения задней центровки вследствие смещения груза | [ 50 ] |
| 28 ноября 1958 года   | между Лешуконским и Пинегой                                               | Ми-1    | 40442            | Северное             | 0/3   | При полёте на малой высоте в ходе манёвра с потерей скорости снизился и врезавшись в землю опрокинулся | [ 51 ] |
| 7 декабря 1958 года   | близ Сталинграда                                                          | Ил-14М  | Л2096            | Северо-Кавказское    | 1/24  | Столкновение с деревьями при заходе на посадку (подробнее…) | [ 52 ] |
| 10 декабря 1958 года  | Подкаменная Тунгуска                                                      | Ли-2    | Л4834            | Красноярское         | 0/13  | При уходе на третий круг из-за сильного обледенения потерял высоту и врезался в землю | [ 53 ] |
| 11 декабря 1958 года  | Тигильский район, сопка Томнара, 25 км СВ Усть-Хайрюзова                  | Ан-2П   | Л3736            | Дальневосточное      | 5/12  | Столкновение с сопкой при полёте под безопасной высотой | [ 54 ] |
| 15 декабря 1958 года  | Баратаевка, Ульяновск                                                     | Ил-14П  | 41843            | Ульяновская ШВЛП     | 4/7   | Столкновение с землёй до ВПП при учебном заходе на посадку из-за ошибок в пилотировании в условиях обледенения самолёта | [ 55 ] |
| 15 декабря 1958 года  | Череповец                                                                 | Ил-12   | Л1467            | Уральская ОАГ        | 0/?   | При посадке с перелётом начального торца выкатился за пределы ВПП | [ 56 ] |
| 23 декабря 1958 года  | Ташкент                                                                   | Ил-14М  | 61663            | Узбекское            | 21/21 | При ошибочном уходе на второй круг из-за ошибок в пилотировании перешёл в сваливание и упал на землю (подробнее…) | [ 57 ] |
| 24 декабря 1958 года  | Уральск                                                                   | Ил-12Т  | Л1458            | Казахское            | 0/5   | После взлёта упал на землю и врезался в железнодорожный путь из-за ошибочного отключения двигателей | [ 58 ] |
| 30 декабря 1958 года  | 65 км от Хатанги                                                          | Ил-14М  | 04196            | Полярной авиации     | 16/17 | Столкновение с горой при заходе на посадку после уклонения от трассы и снижения под безопасную высоту | [ 59 ] |